# Daniel Murray

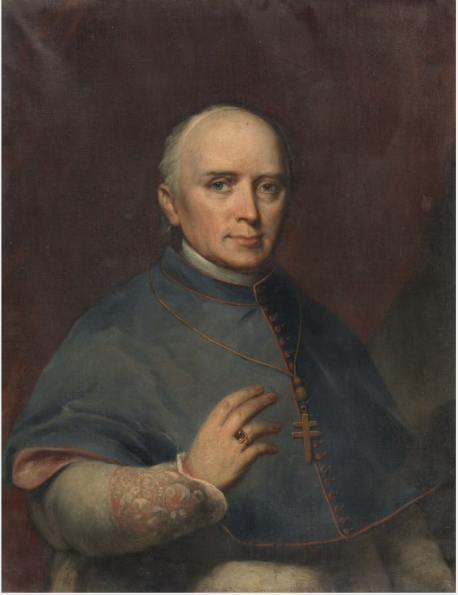

Daniel Murray (* 18. April 1768 in Sheepwalk, Arklow, Königreich Irland; † 26. Februar 1852) war ein irischer Geistlicher.

## Leben
Seine Eltern waren der Bauer Thomas Murray und seine Frau Judith. Mit acht Jahren besuchte er Thomas Betaghs Schule in Saul’s Court, in der Nähe der Christchurch Cathedral. Mit 16 schickte ihn Erzbischof John Carpenter an das Irish College in Salamanca, wo er sein Studium an der Universität von Salamanca abschloss. 1792 wurde er im Alter von 24 Jahren zum Priester geweiht.
Nach einigen Jahren als Vikar an der St.-Pauls-Kirche in Dublin wurde er nach Arklow versetzt und war dort 1798, als der Aufstand ausbrach. Die Yeomanry erschoss den Gemeindepfarrer im Bett und Murray floh, um einem ähnlichen Schicksal zu entgehen, in die Stadt, wo er zwei Jahre lang als Vikar an der St.-Andrews-Kapelle in der Hawkins Street diente. Als Prediger soll Murray besonders erfolgreich gewesen sein, vor allem bei Spendenaufrufen für wohltätige Zwecke, wie zum Beispiel für Schulen. Ihm wurde dann der Kapelle von St. Mary in der Upper Liffey Street zugeteilt, wo Erzbischof John Troy Gemeindepfarrer war.
Am 30. Juni 1809 wurde Murray auf Ersuchen von Erzbischof Troy zum Koadjutorerzbischof von Dublin und Titularerzbischof von Hierapolis in Phrygia ernannt. Am 30. November 1809 weihte John Troy ihn zum Bischof. Mitkonsekratoren waren Daniel Delany, Bischof von Kildare und Leighlin, und Patrick Ryan, Koadjutorbischof von Ferns. 1811 wurde er zum Administrator von St. Andrew’s ernannt. Im selben Jahr half er Mary Aikenhead bei der Gründung der Religious Sisters of Charity. Während seiner Koadjutortätigkeit war er ein Jahr lang Präsident des St. Patrick’s College in Maynooth.
Murray war ein kompromissloser Gegner des Vorschlags, der der britischen Regierung ein Vetorecht bei der Besetzung katholischer Kirchenämter in Irland eingeräumt hätte. In den Jahren 1814 und 1815 reiste er wegen dieses Streits zweimal nach Rom.
Am 11. Mai 1823 starb Troy und Murray folgte als Erzbischof von Dublin nach. Am 14. November 1825 feierte er die Fertigstellung der Prokathedrale des Unbefleckten Empfängnis der Hl. Jungfrau Maria. Er genoss das Vertrauen mehrerer Päpste und wurde von der britischen Regierung hoch geschätzt. Sein Leben widmete er hauptsächlich kirchlichen Angelegenheiten sowie der Gründung und Organisation religiöser Vereinigungen zur Bildung und Unterstützung der Armen. Als in den 1830er Jahren die Cholera ausbrach, gründeten er und Mutter Aikenhead 1834 das St. Vincent’s Hospital. Murray überzeugte Edmund Rice, Christian Brothers nach Dublin zu schicken, um eine Schule für Jungen zu gründen. Diese wurde in einem Holzlager am City Quay eröffnet. Er half Catherine McAuley bei der Gründung der Sisters of Mercy und empfing 1831 die ersten drei Mitglieder.
Edward Bouverie Pusey hatte 1841 ein Gespräch mit ihm und bezeugte seine Mäßigung. John Henry Newman korrespondierte mit ihm vor seiner Konvertierung von der anglikanischen zur römisch-katholischen Kirche im Jahr 1845. Einen Sitz im Privy Council in Dublin, der ihm 1846 offiziell angeboten wurde, nahm er nicht an. Murray nahm 1850 an der Synode der römisch-katholischen Geistlichen in Thurles teil.
Gegen Ende seines Lebens war Murrays Sehvermögen beeinträchtigt und er konnte nur noch schwer lesen und schreiben. Zu seinen letzten priesterlichen Aufgaben gehörte eine Trauerfeier für Richard Lalor Sheil, der in Italien gestorben war und dessen Leichnam zur Beerdigung nach Irland zurückgebracht worden war. Daniel Murray starb am 26. Februar 1852 im Alter von 84 Jahren in Dublin. Er wurde in der Prokathedrale in Dublin beigesetzt, wo eine Marmorstatue von ihm aufgestellt wurde, zusammen mit einem Denkmal zu seinem Gedenken, das von James Farrell, dem Präsidenten der Royal Hibernian Academy of Fine Arts, geschaffen wurde.